# 圣塞巴斯蒂安 (奥地利)
圣塞巴斯蒂安是奥地利施蒂利亚州穆尔河畔布鲁克县的一个市镇。总面积47.4平方公里，2011年总人口1,018人，人口密度21.5人/平方公里。